# 97-й меридіан західної довготи
97-й меридіан західної довготи — лінія довготи, що лежить на 97 градусів західніше Гринвіцького меридіана. Вона проходить від Північного полюса через Північний Льодовитий океан, Північну Америку, Атлантичний океан, Тихий океан, Південний океан та Антарктиду до Південного полюса.
97-й меридіан західної довготи формує велике коло разом із 83-тім меридіаном східної довготи.

## Список географічних об'єктів, що перетинає 97° зх. д.
Починаючи на Північному полюсі та рухаючись до Південного полюса, 97-й меридіан західної довготи проходить через:
| Координати                                                 | Країна, територія або море | Примітки |
| ---------------------------------------------------------- | -------------------------- | --- |
| 90°0′ пн. ш. 97°0′ зх. д. / 90.000° пн. ш. 97.000° зх. д.  | Північний Льодовитий океан | Проходить західніше острова Аксел-Гейберг, Нунавут, Канада Проходить східніше островів Фей[en], Нунавут, Канада |
| 78°44′ пн. ш. 97°0′ зх. д. / 78.733° пн. ш. 97.000° зх. д. | Канада                     | Нунавут — проходить через острів Амунд-Рінгнес |
| 77°48′ пн. ш. 97°0′ зх. д. / 77.800° пн. ш. 97.000° зх. д. | Північний Льодовитий океан | Проходить східніше острова Кресцент[en], Нунавут, Канада |
| 76°58′ пн. ш. 97°0′ зх. д. / 76.967° пн. ш. 97.000° зх. д. | Канада                     | Нунавут — проходить через острів Піонер[en] |
| 76°57′ пн. ш. 97°0′ зх. д. / 76.950° пн. ш. 97.000° зх. д. | Протока Пенні[en]          | Проходить східніше острова Спіт[en], Нунавут, Канада Проходить західніше острова Девон, Нунавут, Канада Проходить східніше острова Джона Барроу[en], Нунавут, Канада Проходить східніше острова Гайда Паркера[en], Нунавут, Канада |
| 76°14′ пн. ш. 97°0′ зх. д. / 76.233° пн. ш. 97.000° зх. д. | Протока Квінс[en]          | Проходить західніше острова Де-Вое[en], Нунавут, Канада Проходить західніше острова Мілн, Нунавут, Канада |
| 75°30′ пн. ш. 97°0′ зх. д. / 75.500° пн. ш. 97.000° зх. д. | Канада                     | Нунавут — проходить через острів Малий Корнуолліс[en] |
| 75°27′ пн. ш. 97°0′ зх. д. / 75.450° пн. ш. 97.000° зх. д. | Протока Макдугалл[en]      | Проходить східніше острова Труро[en], Нунавут, Канада |
| 75°0′ пн. ш. 97°0′ зх. д. / 75.000° пн. ш. 97.000° зх. д.  | Протока Паррі              | |
| 73°45′ пн. ш. 97°0′ зх. д. / 73.750° пн. ш. 97.000° зх. д. | Канада                     | Нунавут — проходить через острів Принца Уельського |
| 73°37′ пн. ш. 97°0′ зх. д. / 73.617° пн. ш. 97.000° зх. д. | Протока Піл                | |
| 73°16′ пн. ш. 97°0′ зх. д. / 73.267° пн. ш. 97.000° зх. д. | Канада                     | Нунавут — проходить через острови Вівіан[en] і Прескотт |
| 72°56′ пн. ш. 97°0′ зх. д. / 72.933° пн. ш. 97.000° зх. д. | Затока Браун               | Проходить західніше острова Пандора[en], Нунавут, Канада |
| 72°44′ пн. ш. 97°0′ зх. д. / 72.733° пн. ш. 97.000° зх. д. | Затока Янг                 | |
| 72°38′ пн. ш. 97°0′ зх. д. / 72.633° пн. ш. 97.000° зх. д. | Канада                     | Нунавут — проходить через острови Принца Уельського і Хобдей[en] |
| 71°43′ пн. ш. 97°0′ зх. д. / 71.717° пн. ш. 97.000° зх. д. | Протока Франклін           | |
| 71°11′ пн. ш. 97°0′ зх. д. / 71.183° пн. ш. 97.000° зх. д. | Протока Ларсен[en]         | |
| 70°7′ пн. ш. 97°0′ зх. д. / 70.117° пн. ш. 97.000° зх. д.  | Протока Джеймса Росса[en]  | Проходить східніше островів Кларенс[en], Нунавут, Канада |
| 69°33′ пн. ш. 97°0′ зх. д. / 69.550° пн. ш. 97.000° зх. д. | Канада                     | Нунавут — проходить через острів Короля Вільяма |
| 68°34′ пн. ш. 97°0′ зх. д. / 68.567° пн. ш. 97.000° зх. д. | Протока Сімпсон            | |
| 68°21′ пн. ш. 97°0′ зх. д. / 68.350° пн. ш. 97.000° зх. д. | Канада                     | Нунавут — проходить через материк Манітоба — проходить через озеро Вінніпег та східніше Вінніпега |
| 49°0′ пн. ш. 97°0′ зх. д. / 49.000° пн. ш. 97.000° зх. д.  | США                        | Міннесота Північна Дакота Південна Дакота Небраска Канзас Оклахома Техас — проходить через агломерацію Даллас — Форт-Верт, Вікторію і острів Сан-Хосе[en]                                                                          |
| 27°54′ пн. ш. 97°0′ зх. д. / 27.900° пн. ш. 97.000° зх. д. | Мексиканська затока        | |
| 20°30′ пн. ш. 97°0′ зх. д. / 20.500° пн. ш. 97.000° зх. д. | Мексика                    | Веракрус Пуебла — приблизно на 6 км Веракрус Пуебла Оахака |
| 15°47′ пн. ш. 97°0′ зх. д. / 15.783° пн. ш. 97.000° зх. д. | Тихий океан                | |
| 60°0′ пд. ш. 97°0′ зх. д. / 60.000° пд. ш. 97.000° зх. д.  | Південний океан            | |
| 71°45′ пд. ш. 97°0′ зх. д. / 71.750° пд. ш. 97.000° зх. д. | Антарктида                 | Проходить через Землю Мері Берд, на яку жодна країна не претендує |